# Landzicht (Numansdorp)
De molen Landzicht (Landzigt) is een korenmolen in het Nederlandse dorp Numansdorp waarvan enkel de romp is overgebleven. De molen werd in 1856 gebouwd door Dirk David van Dijk uit Piershil. Het restant van de molen is te vinden aan noordoostrand van het dorp en heeft sinds 2004 de status van rijksmonument